# Frederick Schule
Frederick William „Fred“ Schule (27. září 1879 Preston, Iowa – 14. září 1962 Poughkeepsie, New York) byl americký atlet, sprinter, olympijský vítěz v běhu na 110 metrů překážek z roku 1904.

## Sportovní kariéra
Jako student University of Michigan se stal mistrem USA v běhu na 120 yardů. Startoval na olympiádě v St. Louis v roce 1904. Zde postoupil do finále běhu na 110 metrů překážek a v čase 16,0 sekundy se stal olympijským vítězem. Na této olympiádě startoval také v běhu na 200 metrů překážek, kde skončil pátý.